# Эрвингтон (Нью-Йорк)

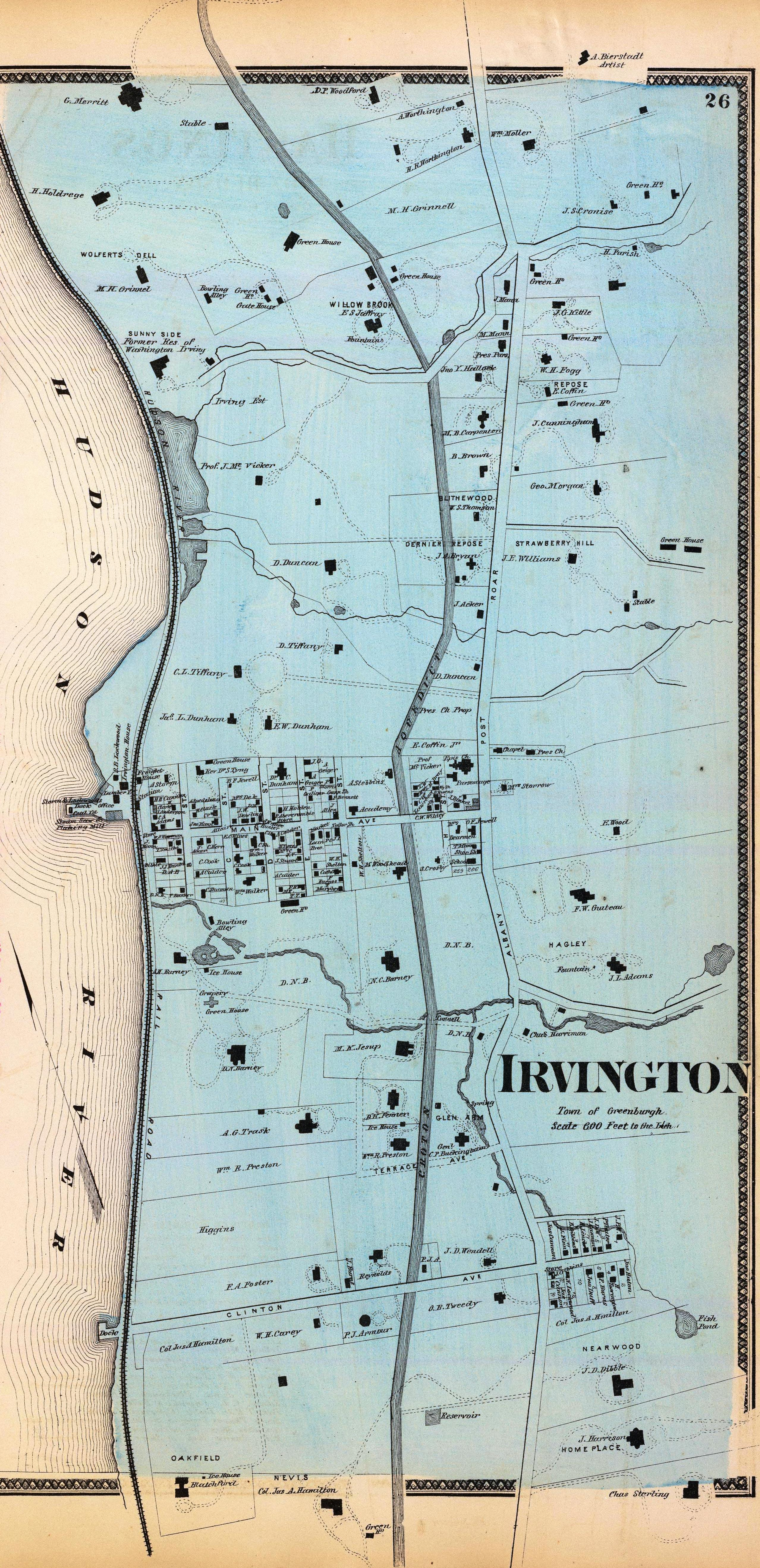
Irvington 1868 map

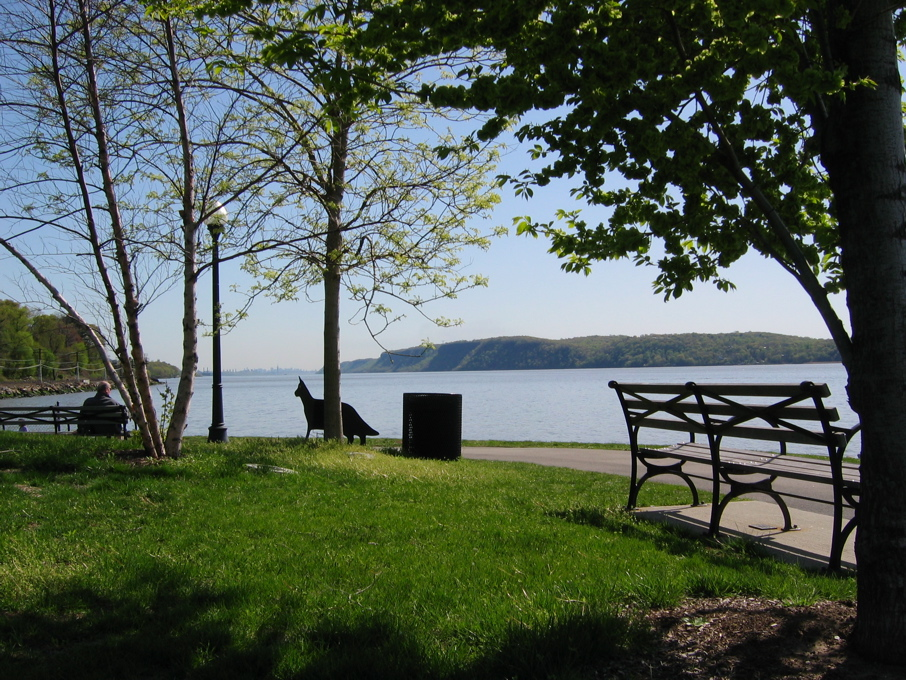
Irvington Scenic Hudson Park

Эрвингтон (англ. Irvington), иногда называемый Эрвингтоном-на-Гудзоне (Эрвингтон-он-Хадсон; англ. Irvington-on-Hudson), — богатый пригород Гринберга в округе Уэстчестер, штат Нью-Йорк, США. 
Расположен на восточном берегу реки Гудзон, в 20 милях (32 км) к северу от центра Манхэттена в Нью-Йорке и обслуживается станцией Метро-Север Хадсон-линии. К северу от Эрвингтона находится Тарритаун, на юге деревня Доббс Ферри, а на востоке — неинкорпорированные части Гринберга, включая Восточный Эрвингтон. На территории Эрвингтона расположено сообщество Ардсли-на-Гудзоне, которое имеет свой собственный почтовый индекс и станцию Метро-Север (не следует путать с близлежащей деревней Ардсли, Нью-Йорк). Население Эрвингтона по переписи 2000 года составило 6631 человек. Численность населения в 2007 году составила 6682 человека. В 2010 году журнал «Уэстчестер» назвал Эрвингтон как «лучшее место для жизни в Уэстчестере».

## История
В XVIII столетии на месте города возникли деревни Диаман и Абботсфорд. В 1854 году они объединились и всенародным голосованием приняли новое имя в честь американского писателя-классика Вашингтона Ирвинга, поместье которого Саннисайд располагалось неподалёку от них. 

## Конфессиональный состав
В Эрвингтоне имеются четыре христианские церкви. Три из них, Эрвингтонская пресвитерианская церкви, Церковь непорочного зачатия (римская католической) и Церковь Святого Варнавы (епископальная), располагаются на Бродвее, к северу от Главной улицы. Вестчестерская часовня на Голгофе (евангелическая) находится на Трент-стрит.
Еврейская община Эрвингтона располагает тремя синагогами: традиционной, консервативной и двойной реформы.
Эрвингтон является домом для множества членов Церкви Объединения, в том числе нескольких высокопоставленных семей. Имеются несколько принадлежащих Церкви поместий и зданий, расположенных в Эрвингтоне и в соседней деревне Тарритаун. Преподобному Мун Сон Мёну принадлежит большой особняк с 7,15 га владений, по улице Ист Саннисайд Лейн.